# Geschichte der Gehörlosen (nach 1880)
Dieser Artikel befasst sich mit der Geschichte der Gehörlosen beziehungsweise der Deaf History vom Mailänder Kongress von 1880 bis ins 21. Jahrhundert.

## Der Kongress in Mailand 1880
Der Zweite internationale Taubstummen-Lehrer-Kongress wurde in Mailand vom 6. bis 11. September 1880 durchgeführt. Neben dem zehnköpfigen Organisations-Komitee (sämtlich aus Frankreich) und dem dreiköpfigen Lokalkomitee (sämtlich aus Italien) waren 18 weitere Mitglieder und „correspondierende Mitglieder“ auf dem Kongress anwesend. Sämtliche Kongressmitglieder waren hörend. Es wurde mehrere Beschlüsse gefasst. So wurde erklärt, dass „die Anwendung der Lautsprache bei dem Unterricht und in der Erziehung der Taubstummen der Gebärdensprache vorzuziehen sei.“

## Die Folgen des Mailänder Kongresses
Die Umsetzung der Beschlüsse im Schulwesen vor allem von Deutschland und Frankreich hatte weitreichende Folgen:
- Die Überbetonung der sprachlichen Seite ließ aus der Gehörlosenschule eine Sprech- und Sprachschule werden. Dadurch erfolgte eine Einengung der Sprach- und Bildungsmittel. Für den Erwerb der Sprechfestigkeit wurde viel Zeit und Mühe aufgewendet, so dass der Wissenszuwachs in den Sachfächern erheblich eingeschränkt wurde.
- Der Ausschluss der Gebärde, der vor dem Mailänder Kongress nur vereinzelt gefordert war, wurde in vielen deutschsprachigen Schulen nicht zum ausführlichen Kriterium der Methode erhoben. Es kam mitunter zu unterschiedlichen Verhaltensweisen in Bezug auf die Gebärdenscheu.

Eduard Walter, Direktor des Wilhelm-Augusta-Stiftes, Taubstummen-Anstalt der Provinz Brandenburg zu Wriezen, schrieb 1882 in Geschichte des Taubstummen-Bildungwesens:

„Die Überbetonung des Sprechens führte mitunter zu einer Vernachlässigung oder Unterbewertung der Schrift, wie es J. Vatter forderte: ‚Mache das gesprochene Wort dem Taubstummen zum Träger des Begriffs, zur Denkform. Erst wenn sich das gesprochene Wort und der Begriff sicher und innig verknüpft haben, wird für den Laut der Buchstabe und für das gesprochene Wort das Geschriebene gegeben sein. Letzteres darf dem Schüler nicht erscheinen als Zeichen für diese oder jene Sache, sondern lediglich als Mittel, das Gesprochene zu fixieren.‘ (auf einer Versammlung in Berlin 1884)“

1883 erforschte Alexander Graham Bell die auffallende Häufung von Taubheit auf der Boston vorgelagerten Insel Martha’s Vineyard. Aus seinen Untersuchungen zog Bell in Unkenntnis der von Gregor Mendel formulierten Vererbungsgesetze die falschen Schlüsse und empfahl in der Monographie „Memoir upon the Formation of a Deaf Variety of the Human Race“ ein Eheverbot unter Taubstummen, die eugenischen Kontrolle von USA-Immigranten und warnte vor Internaten für Taube als möglichen Brutstätten einer tauben Menschenrasse. Spätere Arbeiten von Eugenikern stützten sich bis weit in das 20. Jahrhundert ungeprüft auf Bells Angaben. Als Folge wurden zahlreiche taube Personen ohne ihr Wissen und ohne ihr Einverständnis sterilisiert.
Am 26. September 1884 fand der Erste Deutsche Taubstummenlehrer-Kongress in Berlin statt. Karl Schneider, der von 1879 bis 1899 dem Taubstummenbildungswesen im Preußischen Unterrichtsministerium vorstand, vertrat die Meinung: „Daß nicht vergeblich gearbeitet worden ist, zeigt, daß gegenwärtig in 96 deutschen Anstalten nach der reinen Lautsprachmethode von Angesicht zu Angesicht gesprochen wird.“ 1885 wird erstmals der „Der Taubstummen-Courier“ in Wien herausgegeben und bis 1904 verlegt. Im Februar 1887 begegnete Alexander Graham Bell der siebenjährigen Helen Keller in Washington DC. 1889 veröffentlichte die 1885 gegründete „Königliche Kommission über die Lebensumstände und die Bildung der Taubstummen“ einen Bericht, in dem sie sich die Auffassungen von A. G. Bell über die Heirat von „Taubstummen“ untereinander zu Eigen macht. Der erste Präsident der „British Deaf and Dumb Association, Francis Maginn, warnte die Mitglieder der Kommission jedoch schon zuvor: “Wir möchten der königlichen Kommission Bedenken anempfehlen, bevor sie alles, was der Professor [gemeint ist Bell] hervorbringt, akzeptiert. Da ich in Amerika gewesen bin und einiges über Dr. Bell weiß, möchte ich sagen, dass die Taubstummen in den Vereinigten Staaten die Tatsache anerkennen, dass er mit aller Ernsthaftigkeit und den besten Absichten handelt, und dass die Wertschätzung, die sie für ihn hegen, nicht geschmälert wird durch die Geringschätzung, die sie seinen Theorien entgegenbringen. 1890 reichen die „Taubstummen“ eine Massenpetition an den deutschen Kaiser, um ihn auf die Misserfolge der einseitigen oralen Methode aufmerksam zu machen.
1892 gründete A. G. Bell die „American Association to Promote the Teaching of Speech to the Deaf, Inc.“ (Amerikanische Gesellschaft zur Förderung des Sprechenlehrens der Tauben), die nunmehrige „Alexander Graham Bell Association for the Deaf“. 1893 wird das „National Deaf Mute College“ in „Gallaudet College“ umbenannt.
Für diese Zeit bemerkenswert ist auch die 1881 erfolgte Errichtung des Denkmals für den Gehörlosenpädagogen Samuel-Heinicke in Leipzig.

## Das 20. Jahrhundert – zwischen Lähmung und sprunghaftem Fortschritt
Die auf dem Mailänder Kongress der „Taubstummen-Pädagogen“ 1880 gefassten Beschlüsse zu einer einseitig lautsprachlichen beziehungsweise oralen Erziehung werden in der Praxis durchgesetzt. Als Folge breitet sich jahrzehntelang eine lähmende Lethargie unter den Tauben in Europa und Nordamerika aus. Die Weltkriege 1914–1918 und vor allem auch von 1933 bis 1945 mit gezielter Verfolgung tauber Menschen im Herrschaftsbereich des nationalsozialistischen Deutschland tragen mit ihren unüberblickbaren Auswirkungen zusätzlich zur Verunsicherung und Reduzierung des gesellschaftlichen Lebens der Tauben bei.
In der zweiten Hälfte des 20. Jahrhunderts gibt es jedoch neue Impulse, die gegenüber der bisherigen Haltung der „Taubstummen-Pädagogen“ vor allem eine neue Akzeptanz der Gebärdensprache signalisieren. Die Linguisten Bernard Tervoort in Europa und William Stokoe in den USA belegen in der Mitte des Jahrhunderts erstmals den Status einer vollwertigen Sprache für die Gebärdensprache. Dies regt vor allem im letzten Viertel des 20. Jahrhunderts zunehmend in allen Ländern der Erde die linguistische Erforschung von Gebärdensprachen an.
Der technologische Fortschritt in der Elektronik führt im letzten Viertel des 20. Jahrhunderts zu einer sich geradezu überschlagenden Entwicklung. Erstmals konnten Hörbehinderte in den 1970er-Jahren zunächst mit Schreibtelefonen das Telefonnetz zumindest innerhalb ihrer Gemeinschaft und auch für Notrufe bei Polizei oder Feuerwehr nutzen. Im weiteren Verlauf werden den handelsüblichen Standard-Geräten immer mehr und neue Funktionen beigegeben, die sich auch von Hörbehinderten nutzen lassen.
Eine erste Erweiterung der „erreichbaren“ Telekommunikations-Verbindungen über die Schreibtelefon-Anschlüsse hinaus wird mit dem Faxgerät möglich. Mit einem kommerziellen Vertrieb des schon viel früher erfundenen Bildtelefons können Hörbehinderte erstmals auch in ihrer eigenen Gebärdensprache über das Telefonnetz kommunizieren. Weitere „Reichweiten“-Ausdehnungen sind mit der SMS-Funktion von Mobiltelefonen und den E-Mail-Diensten des Internet möglich. Nachdem sich das Bildtelefon als kommerzieller Flop erwiesen hat, wird der Vertrieb weitgehend eingestellt. Parallel dazu wurden jedoch schon Videokonferenz -Programme für Computer anstelle des Bildtelefons genutzt.
Mit dem Aufkommen des Internets erweitern sich die Informationsmöglichkeiten für Hörbehinderte in weitaus größerem Maße als für die Hörenden. Mit dem Angebot von Webcams und Chat-Funktionen des Internet-Angebots verlagert sich die gebärdensprachliche Telekommunikation vom Telefonnetz in das Internet.
1900 wurde der Berliner Taubstummen-Schwimmvereins gegründet. Er war seinerzeit einer der größten Gehörlosen-Sportvereine in Deutschland und bestand unter diesem Namen bis zur deutschen Wiedervereinigung 1989. 1924 organisierte das Comité International des Sports des Sourds die ersten „Weltspiele“ der Tauben in Paris. 1927 wurde der Reichsverband der Gehörlosen Deutschlands (ReGeDe) in Weimar gegründet.

### Nationalsozialismus und Zweiter Weltkrieg
Durch das nationalsozialistische Rassenhygieneprogramm im Deutschen Reich erfolgten Sterilisationen von Gehörlosen. Sie wurden mit Zwangsmaßnahmen oder ohne deren Wissen und Einwilligung bei medizinischen Eingriffen durchgesetzt.
Auch kirchliche Einrichtungen beteiligten sich oft ohne erkennbaren Widerstand an den Maßnahmen zur Sterilisierung so genannter Erbkranker. Allein in einem Betheler Krankenhaus wurden 289 Frauen und 803 Männer sterilisiert.
„Gehorche der Obrigkeit. Gehorche ihr, auch wenn es Dir schwer wird“, war in einem Informationsblatt evangelischer Seelsorger zu lesen, das in den Heimen der Inneren Mission an „taubstumme“ Insassen verteilt wurde. Denn: „Würdest Du nicht traurig sein, wenn Du sehen müßtest, daß Deine Kinder und Enkelkinder auch wieder taub sind?“
Nach Erlass der Nürnberger Gesetze erfolgte ab 1935 auch die Verfolgung und Ermordung gehörloser Juden. In Deutschland lebten vor 1933 etwa 1.000 gehörlose Juden, davon nach Aussagen von Zeitzeugen in und um Berlin etwa 600. Von diesen 600 überlebten kaum drei Dutzend die Verfolgung. Felix Reich, dem Direktor der Israelitischen Taubstummenanstalt, gelang 1939 mit zehn Schülern die Flucht nach London. Zwölf gehörlose Juden überlebten in Berlin, indem sie untertauchten.

### 1950 bis 1979
Als Nachfolger des ReGeDe wurde 1950 in der Bundesrepublik Deutschland der Deutsche Gehörlosen-Bund gegründet. Erster Präsident war Karl Wacker. 1951 wird der Weltverband der Gehörlosen in Rom ins Leben gerufen, 14 Länder waren daran beteiligt. Im gleichen Jahr wurde auch der erste Welt-Kongress der Tauben („World Congress of the Deaf-Mutes“) veranstaltet. 1953 belegt Bernard Tervoort, hörender Pädagoge und Linguist aus den Niederlanden, den Wert der Gebärdensprache für die Kommunikation unter den Gehörlosen. 1955 wird der zweite Welt-Kongress der Tauben in Zagreb, Jugoslawien, abgehalten. Hier erfolgt die Umbenennung in „World Congress of the Deaf“. 1957 wurde in Halle (Saale)
der „Gehörlosen- und Schwerhörigenverband“ (GSV) als Nachfolger des ReGeDe in der DDR gegründet. 1959 wird der dritte Welt-Kongress der Gehörlosen in Wiesbaden organisiert.
William Stokoe (1919–2000), Linguist am Gallaudet-College, untersuchte 1960 erstmals Strukturen der amerikanischen Gebärdensprache ASL mit den Mitteln der modernen Linguistik. 1963 fand der vierte Welt-Kongress der Gehörlosen in Stockholm, Schweden statt. Er wird in „World Congress of the World Federation of the Deaf“ umbenannt. Der taube Kieferorthopäde James C. Marsters aus Pasadena, Kalifornien, USA, sendete 1964 dem tauben Physiker Robert Weitbrecht in Redwood City, Kalifornien einen Fernschreiber zu. Weitbrecht erkennt, dass sich das Gerät für die Telekommunikation tauber Personen eignet. Er konstruiert ein Modem, mit dem sich der Fernschreiber am Telefonnetz betreiben lässt. Damit ist das erste Schreibtelefon für Taube geschaffen, wenn auch in voluminöser und kostspieliger Form. Mit dem Fortschritt der Elektronik wird daraus das Schreibtelefon in seiner heutigen Form entwickelt. William Stokoe (1919–2000), US-amerikanischer Sprachforscher, belegt 1965 mit seinen Forschungen, dass Gebärdensprache eine eigenständige Sprache ist.
1975 begann der Linguist Siegmund Prillwitz in Hamburg mit der systematischen Erforschung der Deutschen Gebärdensprache. Michael Krause entwickelte in Münster das erste deutsche Schreibtelefon. 1977 werden in Deutschland die „Blauen Bücher“ mit den Darstellungen der 'Gebärden der Gehörlosen' von den Gehörlosen-Pädagogen Starcke, Maisch und Wisch herausgegeben.

### 1980 bis 1999
Der 15. International Congress on Education of the Deaf fand in Hamburg statt.

Der schwerhörige Lehrer Bernd Rehling reiste 1981 mit Kollegen der Hamburger Gehörlosen-Schule zur Erkundung der Dolmetscherausbildung in die USA und lernt dort die Amerikanische Gebärdensprache (ASL) kennen. In Anlehnung daran prägt Rehling der Begriff der Deutschen Gebärdensprache (DGS). Gleichzeitig wird zur einseitigen Verwendung der „Lautsprachbegleitenden Gebärden“ (LBG) im Schulunterricht eine parallele Verwendung von DGS und LBG angeregt.
1982 wurde unter der Leitung von Siegmund Prillwitz das Institut für Deutsche Gebärdensprache und Kommunikation Gehörloser an der Universität Hamburg eingerichtet.
In Deutschland wird 1985 auch in den Kreisen der gehörlosen Betroffenen selbst die bisher geringwertig geschätzte Gebärdensprache als vollwertige Sprache erkannt. Unter der Leitung von Siegmund Prillwitz wird 1987 die Gesellschaft für Gebärdensprache und Kommunikation Gehörloser in Hamburg gegründet.
Die tauben Studenten der Gallaudet University in den USA protestieren 1988 erstmals dagegen, dass stets eine hörende Person zum Präsidenten der Universität berufen wird. Sie organisieren die Bewegung „Deaf President Now“, die landesweite Beachtung und prominente Unterstützung findet. Sie können den Kampf für sich entscheiden und in der Folge wird Irving King Jordan der erste taube Universitäts-Präsident und Philip Bravin wird der erste taube Aufsichtsratsvorsitzende. 1989 wurde das erste internationale „Deaf Way Conference and Festival“ in Washington DC auf dem Gelände der Gallaudet University und in einem großen Kongresshotel in der Stadt organisiert.
Die seit den 1970er-Jahren entwickelten Cochlea-Implantat-Hörprothesen kommen 1990 auf dem Markt auf. Damit können auch Gehörlose und stark Schwerhörige Töne wahrnehmen und mit einer entsprechenden Hörerziehung sogar Sprache verstehen lernen. Wird im ersten Lebensjahr mit einer auditiv-verbalen Therapie begonnen, ist eine nahezu normale Sprachentwicklung möglich. Aus medizinischer Sicht ist das Cochlea-Implantat indiziert, wenn ein Hörgerät keine oder nur geringe Höreindrücke vermitteln kann.
Der Deutsche Gehörlosenbund e. V. gründete 1993 die „Interessengemeinschaft zur Förderung der Kultur Gehörloser“ (IFKG). Die IFKG wird 1998 in „Kultur und Geschichte Gehörloser“ (KuGG) umbenannt. In Hamburg werden die ersten „Deutschen Kulturtage der Gehörlosen“ durchgeführt. Die Selbsthilfevereinigung der lautsprachlich orientierten Gehörlosen wird 1994 gegründet und nennt sich Lautsprachlich Kommunizierende Hörgeschädigte Schweiz (LKH Schweiz). Damit entbrennt erneut der Methodenstreit, diesmal aber vor allem unter den Gehörlosen selbst. 1996 wurde die „Deaf History - Interessengruppe zur Geschichte Gehörloser“ gegründet.
An der Hochschule Magdeburg-Stendal, Campus Magdeburg, wird 1997 am Fachbereich Sozial- und Gesundheitswesen das Fachgebiet Gebärdensprachdolmetschen eingerichtet. Erste Professorin ist Regina Leven, die selbst eine Coda (Kind tauber Eltern) ist.

## Seit 2000
Im Jahr 2000 entstand der „Förderverein Lautsprachlich Kommunizierende Hörgeschädigte Deutschland - LKHD - e. V.“ (LKHD e. V.). Ein Jahr später schlossen sich die 1993 gegründete KuGG und die 1996 gegründete „Deaf History - Interessengruppe zur Geschichte Gehörloser“ zusammen. Anfang 2002 wird die neu formierte KuGG beim Amtsgericht Berlin in das Vereinsregister eingetragen.
2002 wurde die zweite internationale „Deaf Way Conference and Festival“ wird in Washington DC auf dem Gelände der Gallaudet University und in einer Washingtoner Congresshalle sowie in den örtlichen Museen und Theatern organisiert.
Die CI-Interessengemeinschaft Schweiz (CI-IG Schweiz) wird 2004 gegründet.
2009 wurde mit Ádám Kósa erstmals ein Gehörloser Mitglied des Europäischen Parlaments.
Beim ICED-Kongress 2010 in Vancouver, Kanada, wurde eine Erklärung verschiedener Institutionen – Organizing Committee of ICED, Canadian Association of the Deaf, World Federation of the Deaf, British Columbia Deaf Community – unterschrieben und verkündet, in der die Beschlüsse des Mailänder Kongresses von 1880 mit Reue als Unrecht bezeichnet werden. Zugleich wurden alle Nationen aufgerufen, die UN-Konvention über die Rechte von Menschen mit Behinderungen, einschließlich des Rechtes tauber Menschen auf Gebärdensprache, vollkommen zu beachten und eine Partnerschaft mit und Mitbeteiligung von tauben Personen in der Bildungspolitik in den jeweiligen Ländern zu bilden.